# The Cleansing
The Cleansing é o álbum de estréia da banda americana de deathcore Suicide Silence. O álbum foi lançado em 18 de setembro de 2007 via Century Media. Após a sua lançamento ele estreou em 94.º na Billboard Top 200, vendendo 7250 cópias na primeira semana, e se tornou um dos álbuns de estréia mais vendido na história da Century Media.

## História
Suicide Silence começou a gravar The Cleansing durante o primeiro semestre de 2007 com John Travis como o produtor escolhido. Em 22 de junho de 2007, a lista de faixas completa foi confirmada on-line e as canções "Bludgeoned to Death" e "Unanswered" foram lançados pela banda através de streaming de mídia para a promoção antes do lançamento do álbum.
The Cleansing foi lançado em 18 de setembro de 2007 e estreou em #94 na Billboard Top 200, vendendo 7250 cópias na primeira semana, e se tornou um dos álbuns de estréia mais vendido na história da Century Media. O álbum também foi lançado em formato de vinil, com um número limitado prensagem de duas mil cópias. Videoclipes foram liberados para as canções "Unanswered", "The Price of Beauty" e "Bludgeoned to Death". O vídeo da música "The Price of Beauty" foi banido da MTV lista por ser considerado muito visualmente e liricamente explícita.
A arte da capa do álbum foi desenhada pelo artista gráfico Dave McKean. A faixa de abertura, "Revelations (Intro)" inclui uma amostra de som do filme Freddy vs. Jason. A faixa escondida, "Destruction of a Statue" apresenta vocais de Nate Johnson, que na época era o vocalista da banda Fit for an Autopsy e que também teve passagem pelas bandas Through the Eyes of the Dead e Deadwater Drowning.

## Faixas
Todas as letras escritas por Mitch Lucker, toda a música composta por Suicide Silence.
| N.º            | Título                                   | Duração |  |
| 1.             | "Revelations (Intro)"                    | 0:33    |  |
| 2.             | "Unanswered"                             | 2:15    |  |
| 3.             | "Hands of a Killer"                      | 4:14    |  |
| 4.             | "The Price of Beauty"                    | 2:45    |  |
| 5.             | "The Fallen"                             | 4:07    |  |
| 6.             | "No Pity for a Coward"                   | 3:11    |  |
| 7.             | "The Disease"                            | 4:22    |  |
| 8.             | "Bludgeoned to Death"                    | 2:35    |  |
| 9.             | "Girl of Glass"                          | 2:52    |  |
| 10.            | "In a Photograph"                        | 4:32    |  |
| 11.            | "Eyes Sewn Shut"                         | 2:58    |  |
| 12.            | "Green Monster"                          | 5:49    |  |
| 13.            | "Destruction of a Statue (Hidden Track)" | 3:44    |  |
| Duração total: | Duração total:                           | 41:19   |  |

| UK edição exclusiva faixas bônus |                  |         |  |
| N.º                              | Título           | Duração |  |
| 1.                               | "A Dead Current" | 3:38    |  |
| Duração total:                   | Duração total:   | 44:57   |  |

## Créditos
Suicide Silence
- Mitch Lucker - vocais.
- Chris Garza - guitarra.
- Mark Heylmun - guitarra solo.
- Alex Lopez - bateria.
- Mike Bodkins - baixo.

Músicos adicionais
- Nate Johnson (Fit for an Autopsy) - vocais em "Destruction Of A Statue".
- Produzido e desenvolvido por John Travis.
- Sub-engenharia de Richard Robinson.
- Mixado e masterizado por Tue Madsen no Antfarm Studio, Dinamarca .
- Gravado no King Size Soundlabs, Los Angeles.
- Ilustração da arte e design por Dave McKean.